# Dorfkirche Wiederau

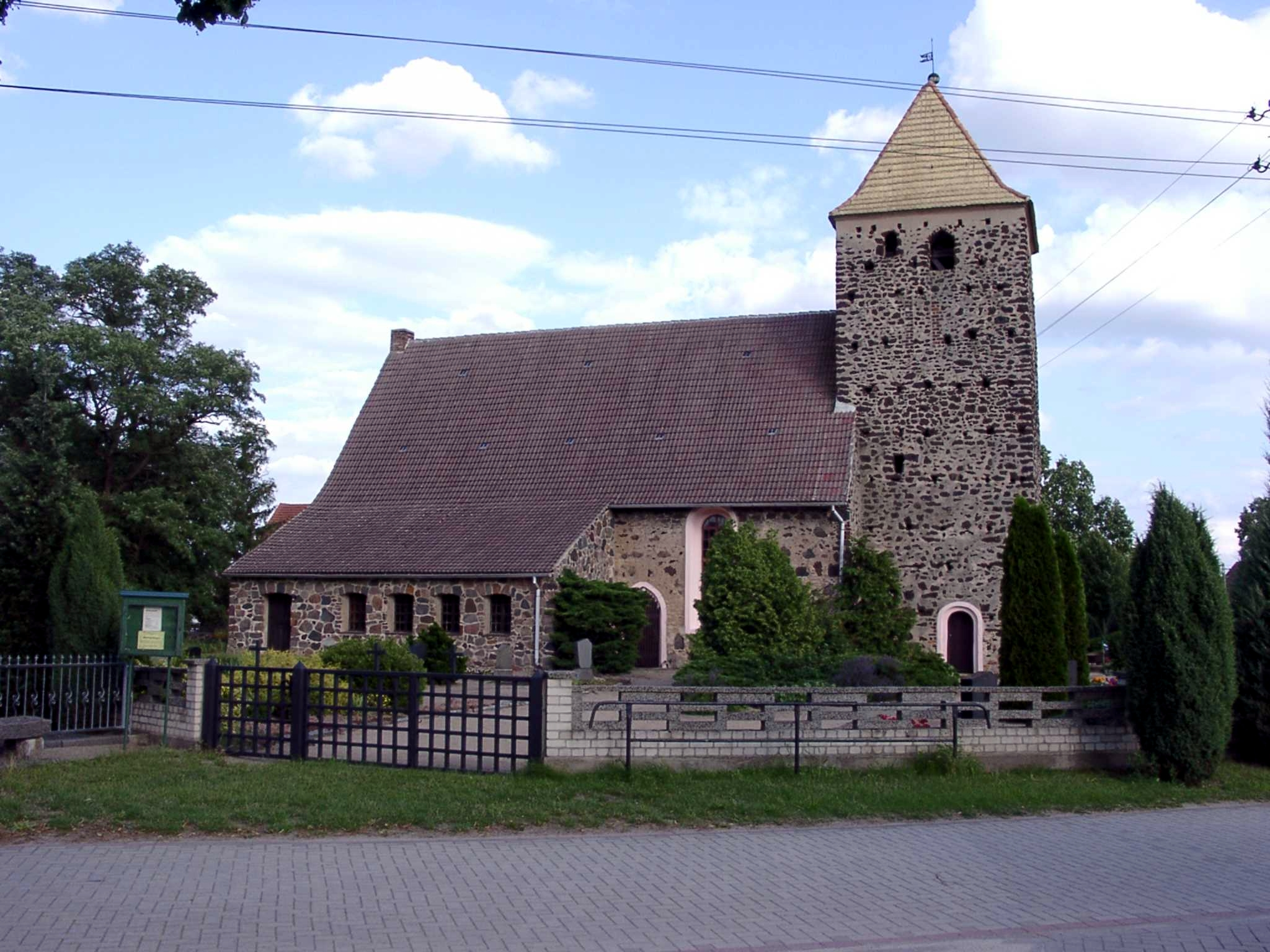
Dorfkirche Wiederau

Die evangelische Dorfkirche Wiederau ist ein denkmalgeschütztes Kirchengebäude im Ortsteil Wiederau in der Kleinstadt Uebigau-Wahrenbrück im südbrandenburgischen Landkreis Elbe-Elster. Hier befindet sie sich, von einem Friedhof umgeben, in zentraler Lage im Süden des Wiederauer Dorfangers.
Sie gehört zur Kirchengemeinde Uebigau im Kirchenkreis Bad Liebenwerda der Evangelischen Kirche in Mitteldeutschland.

## Baubeschreibung und -geschichte
Bei der Wiederauer Dorfkirche handelt es sich um einen am Ende des 13. Jahrhunderts entstandenen rechteckigen Feldsteinsaalbau mit Satteldach. Der eingezogene, im 15. Jahrhundert errichtete, mit einem Walmdach und Wetterfahne versehene Westquerturm besteht vorwiegend aus Raseneisenstein. An der Nord- und Südseite des Kirchenschiffs ist jeweils ein bauzeitliches Rücksprungportal mit Backsteingewände zu finden. Auf der nordöstlichen Seite befindet sich unter einem Schleppdach ein Anbau aus dem Jahre 1952.
Nachdem die Kirche durch einen Brand im Dreißigjährigen Krieg im Jahre 1631 schwer beschädigt worden war, erfolgte zwischen 1661 und 1671 wieder ihre Instandsetzung. Bei diesen Arbeiten wurden unter anderem auch alle Fenster erweitert. Im auslaufenden 19. Jahrhundert erfolgte dann schließlich 1895 eine umfassende Restaurierung des Bauwerks. Im Jahre 1980 erfolgte eine Erneuerung des Turmdaches. Ursprünglich war auf diesem ein Dachreiter mit Laterne und Schweifhaube zu finden.

## Ausstattung (Auswahl)
Das Innere der Kirche ist von einer flachen Balkendecke und einer kurzen aus dem 17. Jahrhundert stammende Hufeisenempore geprägt. In der Predella des hier vorhandenen und aus dem Jahre 1672 stammenden Kanzelaltars ist eine von Stifterwappen gerahmte Inschriftenkartusche zu sehen. Die sechseckige Sandsteintaufe stammt aus dem Jahre 1675. In ihrer Kuppa befinden sich die Wappen des Adelsgeschlecht von Brandenstein. Die 1675 entstandene auf einer gewundenen Ecksäule ruhende prächtige Patronatsloge des Schlosses Neudeck besitzt in den Bogenöffnungen eine Rundscheibenverglasung. Des Weiteren ist in der Kirche eine mittelalterliche Kirchentruhe zu finden.

## Orgel
Die Wiederauer Orgel wurde in den Jahren 1855/1856 durch den Orgelbauer Moritz Baumgarten aus Zahna gefertigt. Der Zweite Weltkrieg brachte für die Orgel gegen Ende Verwüstung mit sich. Zu einer landeskirchlichen Erhebung über den Zustand der Orgel gibt Kantor Schuster im Juni 1950 Erläuterungen: „Die Orgel ist sehr stark reparaturbedürftig. Durch Kriegseinwirkungen hat die Orgel stark gelitten. Die Pfeifen lagen im Juni 1945 zu hunderten verstreut in der Kirche umher. Es fehlen noch heute viele Pfeifen und von den wieder eingesetzten Pfeifen sind viele stark beschädigt, sodass eine einwandfreie Begleitung des Gemeindegesanges durch die Orgel kaum möglich ist. Der Gemeindegesang der sonst sangesfreudigen Kirchenbesucher leidet darunter sehr.“ Wie lange dieser desolate Zustand angehalten hat, ist unbekannt.
Die ursprüngliche Disposition sah 1856 wie folgt aus:
| Manual C–f3    |    |
| Principal      | 8′ |
| Salizional     | 8′ |
| Flauto travers | 8′ |
| Flauto dolze   | 4′ |
| Gemshorn       | 4′ |
| Oktave         | 2′ |
| Mixtur III     |    |

| Pedal C–d1 |     |
| Subbaß     | 16′ |
| Violon     | 8′  |

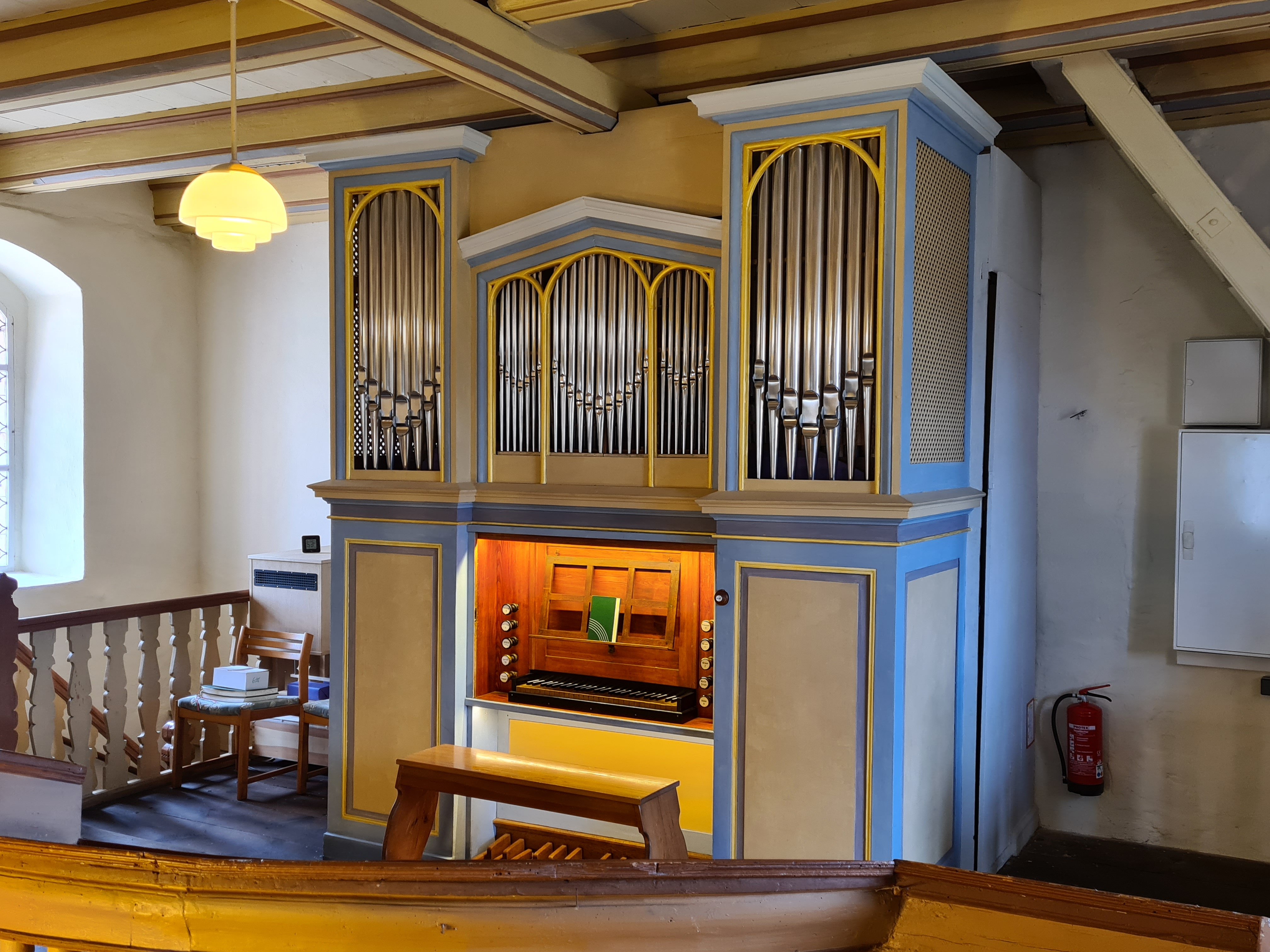
Baumgarten-Voigt-Orgel

Richtig desolat wurde das Instrument in den 1980er Jahren, als ein heftiges Unwetter das Dach über der Orgel abdeckte und Regenwasser eintrat und vieles beschädigte. Dies machte eine grundlegende Reparatur notwendig, und alle Beteiligten gingen diese auch gründlich an. Das bedeutete auch für dieses Vorhaben, dass man der damaligen Auffassung zur Zeit der ausgehenden Orgelbewegung folgend, das Klangideal der Romantik als Irrweg betrachtete und es deshalb für ratsam erachtete, Orgeln des 19. Jahrhunderts zu „barockisieren“. Dafür bot sich bei der notwendigen Orgelreparatur in Wiederau nun die Möglichkeit: Im alten Gehäuse hinter den nach dem Ersten Weltkrieg eingebauten Ersatzprospektpfeifen kamen auf der historischen Baumgartenwindlade im Manual neue Pfeifen als andere Register zum Einsatz. Das alte Pfeifenwerk wurde aufgegeben. Lediglich die Pedalpfeifen Baumgartens haben bis heute ihren Platz in der Orgel behalten.
Seitdem lautet die Disposition wie folgt:
| Manual C–f3 |       |
| Principal   | 8′    |
| Gedackt     | 8′    |
| Oktave      | 4′    |
| Rohrflöte   | 4′    |
| Oktave      | 2′    |
| Sifflöte    | 1 ⁄3′ |
| Mixtur IV   |       |

| Pedal C–d1 |     |
| Subbaß     | 16′ |
| Violon     | 8′  |

In den Jahren 2020/21 wurde die Orgel durch die Firma Mitteldeutscher Orgelbau A. Voigt renoviert und erhielt neue Prospektpfeifen aus Zinn. In diesem Zuge wurde auch eine barocke Neuintonation durchgeführt.

## Grabmäler

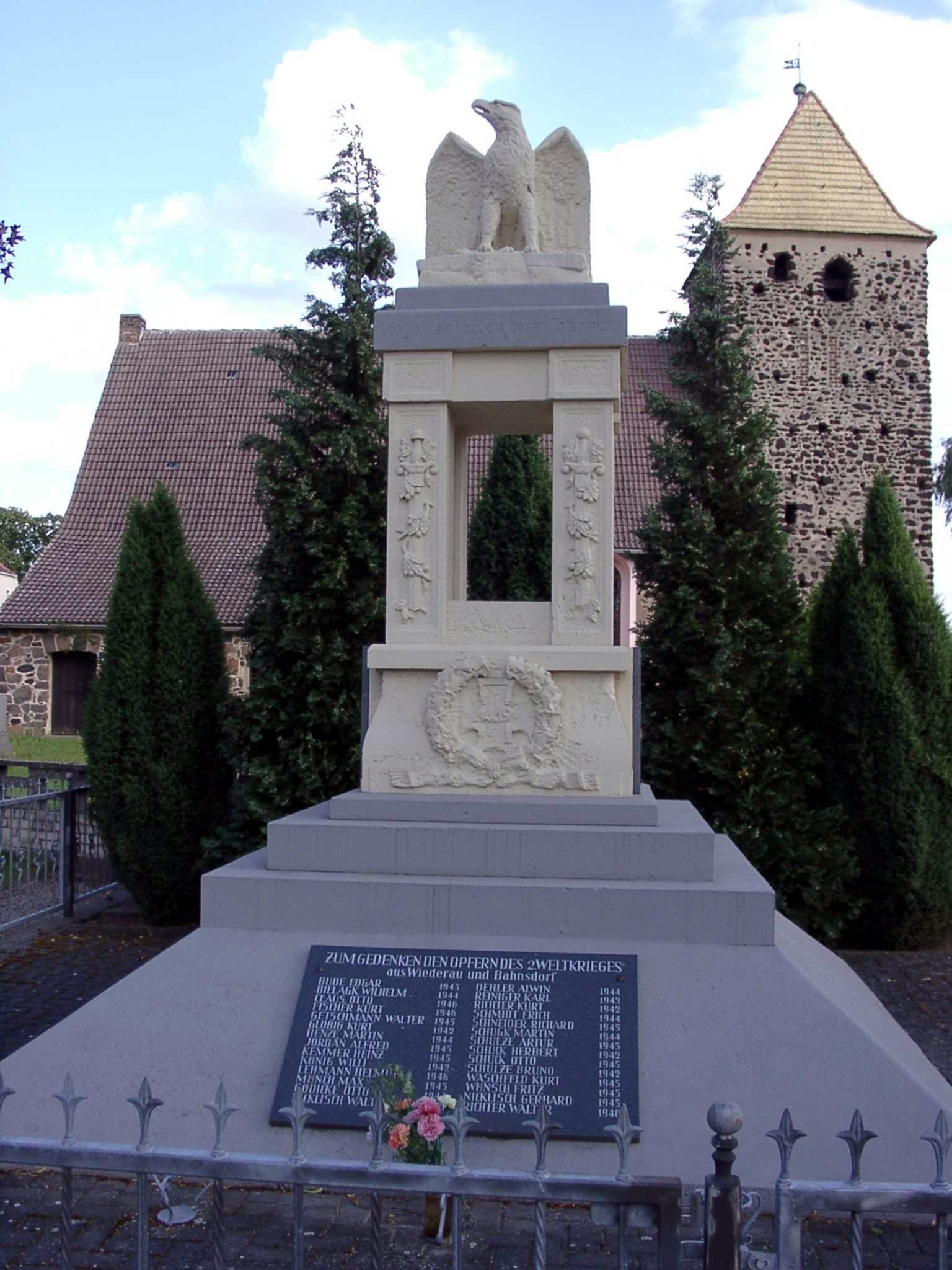
Wiederauer Gefallenendenkmal

Auf dem die Kirche umgebenden Friedhof befindet sich ein Grabmal in Form eines Eichenstamms aus der Zeit um 1800 der Familie von Rephun, welche Ende des 18. Jahrhunderts auf dem Wiederauer Rittergut ansässig war. Des Weiteren ist hier unter anderem auch ein zeitgleiches Grabmal in Form einer kannelierten Säule mit Inschriftenkartusche und Flammenvase.
Das Gefallenendenkmal ist mit einem schmiedeeisernen Zaun umfriedet und befindet sich unmittelbar neben der spätmittelalterlichen Feldsteinkirche. Es soll an die in den beiden Weltkriegen gefallenen Einwohner aus Wiederau, Bahnsdorf und Neudeck erinnern. Am oberen, tempelartigen Teil des Denkmals befinden sich zwei Tafeln mit den Namen der Opfer des Ersten Weltkrieges. An der Vorderseite des Sockels wurde eine Gedenktafel für die Opfer des Zweiten Weltkrieges aus Wiederau und Bahnsdorf angebracht.